# Jan Frifelt
Jan Rasmussen Frifelt er en dansk TV-producent og -producer, som har været ansat i forskellige chef- og lederstillinger i DR og flere direktørstillinger i det private TV-produktionsmiljø.
Jan Frifelt er handelsuddannet inden for shippingbranchen. Efter at have afsluttet sin handelsuddannelse og studentereksamen tog han et tværfag i praktisk massekommunikation på Aarhus Universitet. Dette inspirerede ham til at prøve TV branchen og i 1980 begyndte han som assistent og rekvisitør i DR Provinsafdelingen i Aarhus.
I 1987 begyndte Jan Frifelt på en TV producer uddannelse på DR’s uddannelsescenter i TV Byen, et uddannelsesforløb, som han afsluttede i 1989, hvorefter han blev ansat som TV producer i DR’s Underholdningsafdeling, TV-UHA. Her producerede han en lang række underholdningsprogrammer og TV shows bl.a. Labyrint med Kim Schumacher, Dansk Melodi Grand Prix, Vild i Varmen, Superchancen og Jarls Talkshow. I 1995 fik Jan Frifelt endvidere en funktion som redaktør og var bl.a. både producer og redaktør på Husk Lige Tandbørsten og Safari begge med Casper Christensen som vært.
I 1997 valgte Jan Frifelt at forlade DR til fordel for et en stilling som chefproducer i Skandinavisk Filmkompagni. Her arbejdede han bl.a. sammen med Erik Stephensen, Jørgen Koldbæk, Ole Stephensen og Jarl Friis Mikkelsen.
Senere samme år valgte Jan Frifelt at vende tilbage som redaktør og producer i underholdningsafdelingen og var bl.a. DR producer på Nimbus’s dogmefilmeksperiment D-Dag og det verdensomspændende BBC samarbejde 2000 Today i forbindelse med årtusindeskiftet.
I 2000 blev Jan Frifelt chef for underholdningsafdelingen og da DR var hostbroadcaster på The Eurovision Song Contest 2001, var han endvidere både producer og head of showteam på showet.
Som følge af Medieforliget i 2002 valgte DR at outsource produktion af underholdningsprogrammer. Dette førte til at TV UHA blev nedlagt og at en del medarbejdere og produktioner bl.a. Stjerne for en aften blev outsourcet til den danske Fremantle afdeling Blu A/S, hvor Jan Frifelt blev ansat som direktør.
I 2003 valgte Jan Frifelt igen at vende tilbage til DR, denne gang for at etablere eventafdelingen DR TV-Events. Her har han været producent på bl.a. Åbningen af Operaen, Dansk Melodi Grand Prix, P3 Guld, DMA, Bodil- og Reumert Prisuddelingerne og Det Kongelige Bryllup. Sidstnævnte var han også chefproducer på.
I 2005 afsluttede Jan Frifelt en Executive MBA på AVT Business School.
I 2007 valgte Jan Frifelt igen at forlade DR, denne gang for at blive direktør, producent og partner i det aarhusianske TV- og reklamefilmsproduktionsselskab Deluca Film A/S. Her var han bl.a. producent på TV2’s julekalender Ludvig og Julemanden i 2011.
I 2012 etablerede Jan Frifelt sit eget TV produktionsselskab UpperCut Media Aps.
Jan Frifelt har sideløbende med sin karriere i TV branchen også været trommeslager i adskillige orkestre og er bl.a. medlem af Rockabilly bandet The Jime.